# NGC 154
NGC 154 è una galassia ellittica situata nella costellazione della Balena.

## Descrizione
Data la sua luminosità superficiale pari 14,0, NGC 154 può essere considerata come una galassia a bassa luminosità superficiale (nella letteratura in lingua inglese abbreviata in LSB, acronimo di "Low Surface Brightness"). Si tratta di una categoria di galassie diffuse (D) la cui luminosità, osservata dalla Terra, risulta inferiore di almeno una magnitudo rispetto al cielo notturno circostante.

## Scoperta
NGC 154 è stata scoperta il 27 novembre 1785 dall'astronomo britannico di origine tedesca William Herschel.